# Palmyre du Nord
Pour les articles homonymes, voir Palmyre du Nord (homonymie).

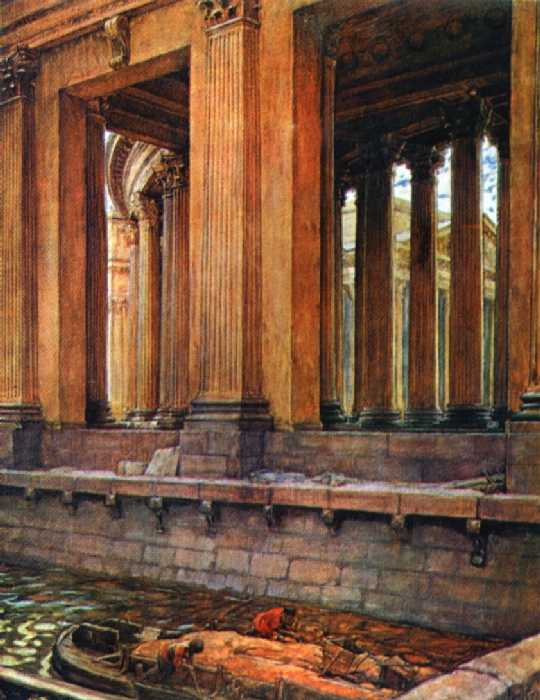
Colonnade de la cathédrale de Kazan par Eugène Lanceray, 1903, gouache et aquarelle sur carton, 59,4 × 45,7 cm.

La « Palmyre du Nord » (en russe : Пальмира Севера, Palmira Severa), « Palmyre septentrionale » (en russe : Северная Пальмира, Severnaïa Palmira) ou « Palmyre finlandaise »  (en russe : Финская Пальмира, Finskaïa Palmira) est depuis le XIXe siècle un surnom poétique de la ville de Saint-Pétersbourg, en Russie, faisant référence à la ville antique de Palmyre, en Syrie. Les multiples colonnades ornant Saint-Pétersbourg ou l'« ordonnancement de perspectives, de palais, de bâtiments, de parcs et d'avenues » ont été retenus plus récemment pour expliquer ce surnom,.

## Origine
Saint-Pétersbourg fut comparée à Palmyre dès 1794, sous la plume d'Heinrich Friedrich von Storch (en allemand) :
« Nach zehn Jahrhunderten ſchreibt vielleicht ein Irokeſe uͤber die Ruinen des nordiſchen Palmyra und citirt Autoritaͤten aus den Fragmenten meines Buchs. »
— Gemæhlde von St. Petersburg, Riga, erster Theil, p. 74.
        
« Lorsque dix siècles se seront écoulés, peut-être un Iroquois écrira-t-il à propos des ruines de la Palmyre septentrionale et citera-t-il des autorités parmi les fragments de mon livre. »
Cette comparaison avait eu lieu « après la découverte spectaculaire des ruines de la ville antique en 1751 ». À la fin du XVIIIe siècle, sous l'impulsion de Catherine II, Saint-Pétersbourg avait aussi commencé à présenter, comme style architectural dominant, un certain classicisme se démarquant du style baroque et du style rococo antérieurement employés, ce qui avait probablement favorisé une telle comparaison. L'impératrice elle-même avait été surnommée « la Zenobie de la Baltique » par Simon-Nicolas-Henri Linguet dès 1778. Le comte de Mirabeau avait quant à lui évoqué en 1784 « la Zénobie de Pétersbourg, comme dit Monſieur Linguet ».
La fondation des deux capitales impériales dans un environnement inhospitalier (celui du désert pour Palmyre et celui des marécages pour Saint-Pétersbourg) pourrait avoir aussi suscité la métaphore, non peut-être sans que le caractère érosif du climat de Palmyre ait généré des craintes — Amable Regnault écrirait plus tard :

« Des voyageurs appellent Saint-Pétersbourg, pour sa beauté, la Palmyre du Nord. En aura-t-elle un jour la destinée ? Jamais ville aussi magnifique, plus digne d'un grand empire, ne fut tant exposée au choc d'un triple ennemi qui la menace séparément ou tout à la fois : le vent d'ouest, les glaces et la tempête. »

— Esquisses historiques sur Moscou et Saint-Pétersbourg à l'époque du couronnement de l'empereur Alexandre II, Paris, 1857 (lire en ligne), p. 254-255.

## Symbolique
D'après Anne Faivre-Dupaigre, la référence à Palmyre implique une référence à l'Occident :

« La cité antique se trouve certes en Orient, dans une oasis du désert de Syrie, mais ce sont ses liens avec l'empire romain qui firent sa prospérité, et c'est Rome qui décida de sa perte au IIIe siècle. »

La métaphore aurait néanmoins été d'autant mieux reçue que le nom de Palmyre ressemble, en russe, au mot полмира, polmira, qui signifie « la moitié du monde ».

## Usages

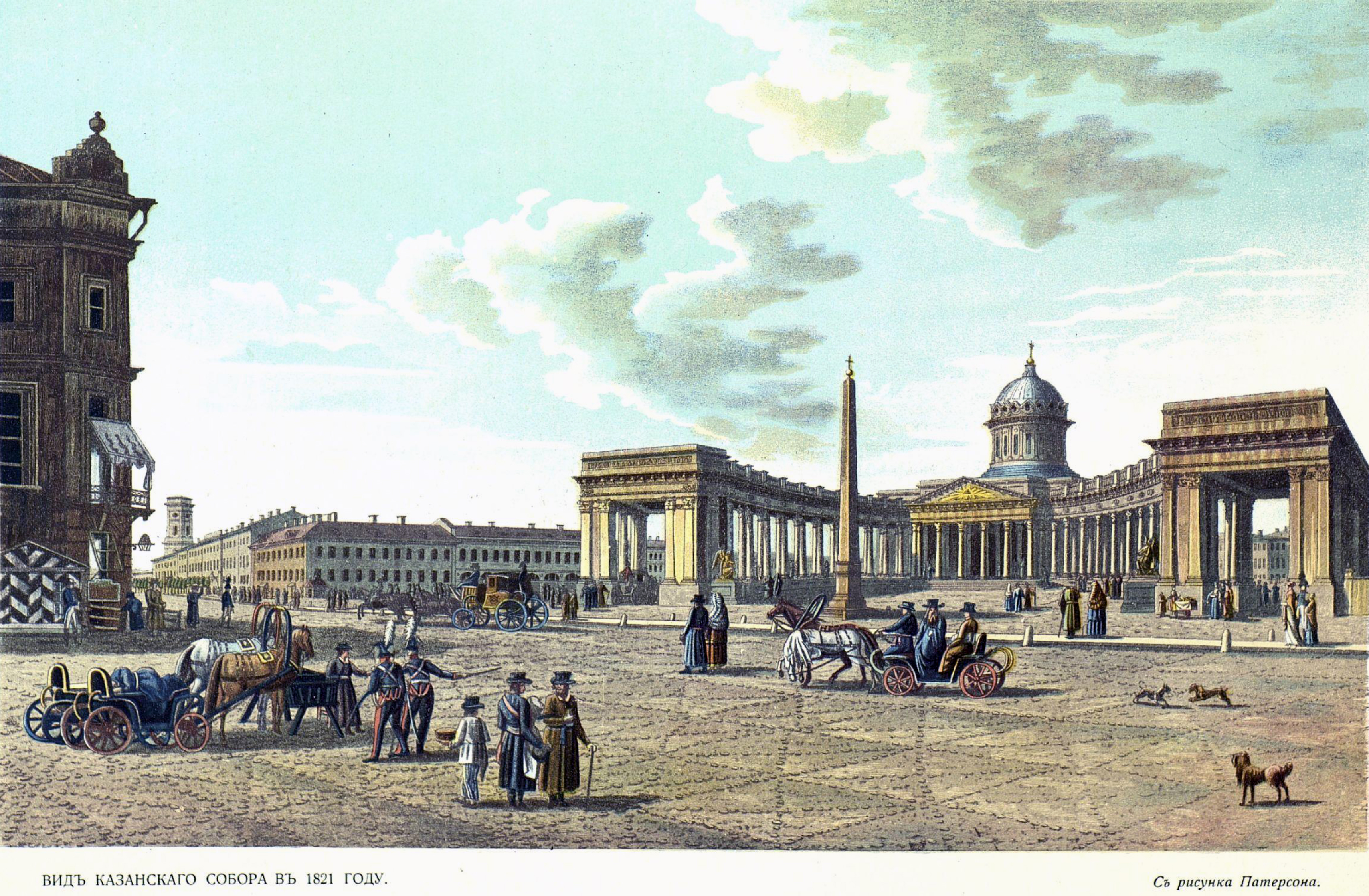
Copie de La nouvelle église de Kazan dans la perspective de Newsky à S^{t}-Pétersbourg de Benjamin Patersen.

Le surnom de « Palmyre du Nord » ou de « Palmyre septentrionale » fut employé, en russe, par Constantin Batiouchkov dès 1816, suivi par Mikhaïl Vassiliévitch Milonov en 1818, par Kondrati Ryleïev en 1820, puis fut utilisé ou cité par d'autres auteurs : Alexandre Bestoujev, Fiodor Dostoïevski, Fiodor Nikolaïevitch Glinka, Dmitri Grigorovitch, Nikolaï Leskov, Alexeï Pissemski, Mikhaïl Saltykov-Chtchedrine ou encore Ivan Tourgueniev.